# Karol Rómmel
Karol Rómmel (Grodno, 1º gennaio 1888 – Elbląg, 7 marzo 1967) è stato un militare polacco, già distintosi come ufficiale nel corso della prima guerra mondiale, e poi nella guerra sovietico-polacca, in ambito dell'equitazione fu vincitore di tre Coppe delle Nazioni a squadre (1925, 1927 e 1928), della medaglia di bronzo nella gara a squadre ai Giochi della IX Olimpiade di Amsterdam, e due volte dei Campionati polacchi di salto a ostacoli (1935 e 1937). Insignito della Croce d'argento dell'Ordine Virtuti militari.

## Biografia

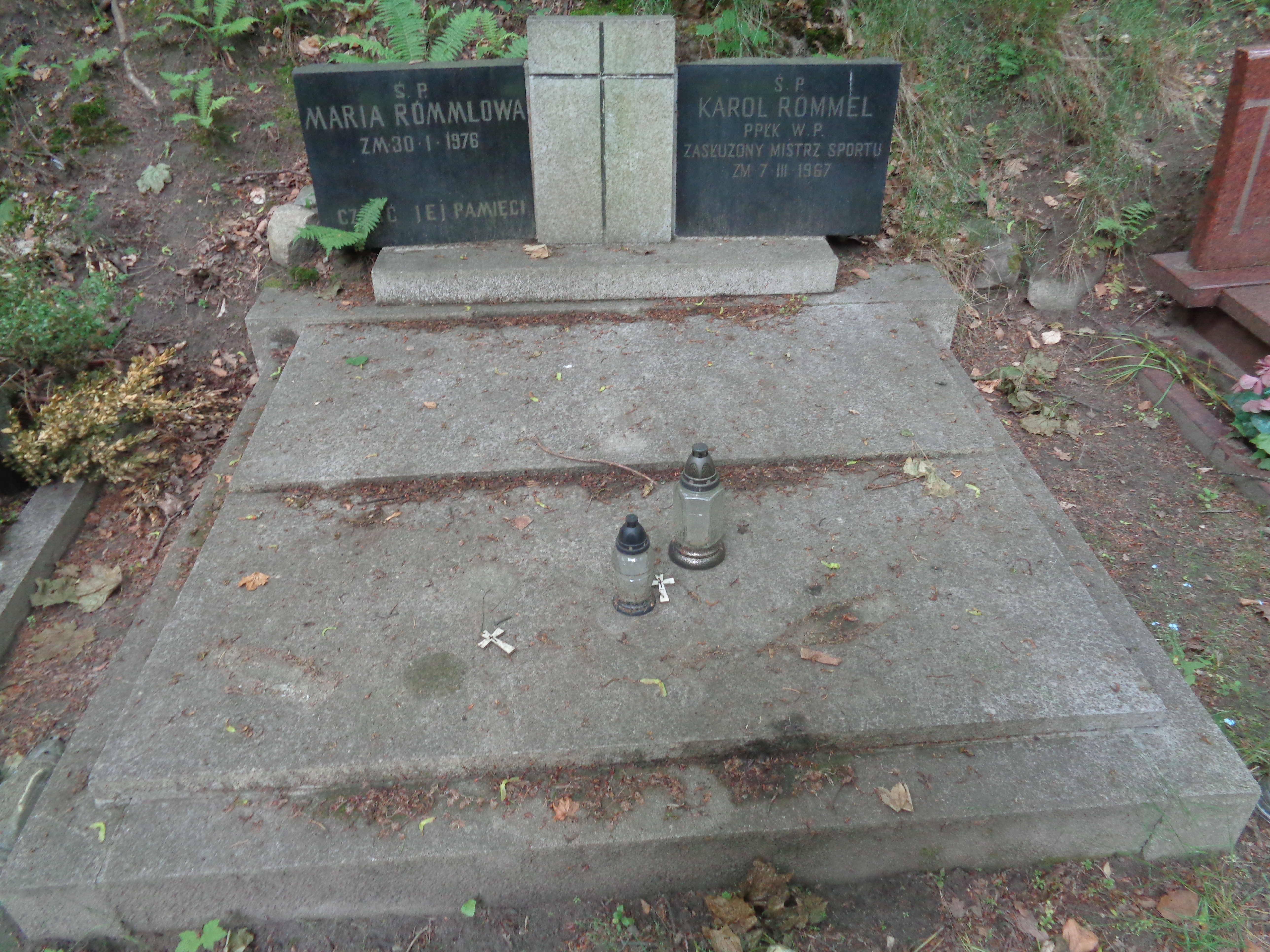
La tomba di Karol Rómmel.

Nacque a Grodno il 1 gennaio 1888, figlio del barone Karol Aleksander, un ufficiale dell'esercito imperiale russo, e Maria Marcinkiewicz. Apparteneva alla Chiesa evangelico-augustea. Ha iniziato a montare a pelo cavalli a soli 6 anni, salendo su quelli più tranquilli del campo di addestramento dell'artiglieria a Granie vicino a Vilnius dove suo padre era il comandante.
Arruolatosi nell'esercito imperiale, nel 1906 si diplomò al Corpo dei cadetti di Odessa, nel 1908 alla Scuola militare di Pavlovsk di San Pietroburgo e quindi all'Accademia di Belle Arti di San Pietroburgo, dove studiò pittura e disegno. Già in gioventù iniziò ad allenarsi in varie discipline equestri. Il suo primo torneo internazionale avvenne il 21 marzo 1910, montando Marią Stuart, e fu un fallimento con i giudici di gare che gli fecero notare la sua scarsissima preparazione tecnica. Alla ricerca di un controllo perfetto sul suo cavallo, rimase affascinato dalla cosiddetta scuola di equitazione "naturale", resa popolare all'inizio del XX secolo dal cavaliere italiano Federico Caprilli. Da lì iniziò un allenamento intensivo e già nel 1912 vinse, su Ziablik la gara di San Pieroburgo e si qualificò, nonostante appartenesse alla fanteria e non alla cavalleria, tra i sei destinati a partecipare per la Russia alla competizione di salto individuale ai Giochi della V Olimpiade tenutisi nel 1912 a Stoccolma, in Svezia. Nonostante un grave infortunio avvenuto quando suo cavallo Ziablik, al termine della seconda corsa, scivolò sul terreno bagnato (l'ultimo ostacolo era un fossato con acqua) causando la caduta del cavaliere che si ruppe sei costole quando il cavallo gli rovinò sopra. Nonostante il grave l'infortunio riuscì a risalire sul cavallo e totalizzò 178 punti e terminò quindicesimo, 8 punti dietro la medaglia d'oro, il francese Jacques Cariou. Immediatamente dopo aver raggiunto l'ostacolo finale perse conoscenza e dovette essere ricoverato in ospedale. La sua forte volontà, tuttavia, impressionò così tanto il re Gustavo V che gli consegnò una copia della medaglia d'oro a titolo personale.
Nel 1914, allo scoppio della prima guerra mondiale, prestò servizio come capitano nel 14° Reggimento dragoni "della Piccola Russia" a Kalisz. Lasciò l'esercito imperiale nel 1917 con il grado di colonnello. Nel 1918, insieme al fratello Juliusz, cambiò l'ortografia del suo cognome da "Rummel" a "Rómmel".
Il 15 agosto 1919 si arruolò nell'esercito polacco con il grado di maggiore, promosso poi a quello di tenente colonnello. Riprese anche la sua carriera sportiva come allenatore principale della squadra nazionale di equitazione polacca, e nel 1920 gli fu affidato l'incarico di allenatore per i successivi Giochi Olimpici (1920, 1924, 1928). I preparativi per partecipare ai giochi della VII Olimpiade ad Anversa erano in pieno svolgimento, e il 4 luglio svolsero a Varsavia le qualificazioni, vinte da Adam Królikiewicz. Tuttavia, nel contesto della riunione dello stato maggiore, il conflitto con i bolscevichi si stava intensificando, e gli atleti furono mandati al fronte invece che in Belgio.
Durante la guerra sovietico-polacca prestò servizio dapprima nella 1ª Divisione di cavalleria, poi comandò l'8° Reggimento ulani rimanendo ferito nei pressi di Artasów, dopo un periodo di convalescenza ritornò al suo reggimento e lo comandò fino alla fine di dicembre 1920. Ferito sul campo di battaglia combattendo contro le truppe di Semyon Budyonny, ricevette la Croce d'oro al merito e la Croce d'argento dell'Ordine Virtuti militari, la più alta decorazione militare polacca. Dopo l'armistizio con l'Unione Sovietica rimase nell'esercito come militare di professione, ed assunse la carica di vice comandante del 1° Reggimento di cavalleria leggera, dove insegnò l'equitazione agli ufficiali, il che significa che negli anni successivi i membri di quel reggimento vinsero quasi tutte le competizioni equestri tenutesi a Varsavia.

### La carriera sportiva
Successivamente fu istruttore di equitazione nelle scuole per ufficiali di cavalleria a Przemyśl, Stara Wieś e presso il Centro di addestramento della cavalleria a Grudziądz. Nel 1924 prestò servizio nel 1° Reggimento di cavalleria "Józef Piłsudski" a Varsavia. In quell'anno, ai giochi della VIII Olimpiade di Parigi si classificò decimo nella gara individuale di tre giorni e settimo con la squadra polacca nella gara a squadre di tre giorni. Si classificò anche decimo nel salto a ostacoli individuale. Come membro della squadra polacca di salto si classificò sesto nella competizione a squadre. Uno dei suoi compagni di squadra era Tadeusz Komorowski, futuro generale dell'esercito polacco e comandante dell'esercito nazionale.
Nel 1925 fu presa la decisione di inviare la squadra polacca alla competizione internazionale di Nizza. Gli ufficiali avevano solo due mesi per prepararsi e i loro cavalli erano significativamente diversi da quelli montati dai rappresentanti di Francia o Portogallo. Nonostante ciò, il 26 aprile 1925, la squadra che includeva anche lui vinse la prima Coppa delle Nazioni della Polonia. I polacchi vinsero nuovamente la Coppa delle Nazioni a New York nel 1927, arrivando nella città americana dopo 10 giorni di viaggio per mare, di cui 5 giorni di forte tempesta, di cui il capitano della nave disse di non ricordare un uragano così forte da 10 anni. Gli effetti del viaggio gravarono pesantemente sui cavalli, e durante le gare egli gareggiava in sella a Fagas. In quell'anno finì al secondo posto nella categoria Personalità sportiva polacca dell'anno, dietro ad Halina Konopacka. Nel 1928 vinse nuovamente la Coppa delle Nazioni nell'edizione tenutasi a Nizza.
Nel 1928, ai Giochi della IX Olimpiade di Amsterdam rappresentò di nuovo la Polonia, vincendo, insieme a Michał Woysym-Antoniewicz e Józef Trenkwald, la medaglia di bronzo nell'evento a squadre di tre giorni con il suo cavallo Donneuse dopo essersi classificato 26° nell'evento individuale di tre giorni. 
Partecipò anche a numerosi gare internazionali (Roma, Parigi, Berlino, Londra, Fontainebleau e Lucerna), vincendo la Coppa delle Nazioni a squadre tre volte: nel 1925, 1927 e 1928. A causa di alcuni contrasti con i suoi superiori, il 31 dicembre 1929 si dimise dall'esercito e si dedicò esclusivamente alla carriera sportiva. Nel 1931, sul suo cavallo Caraibe, partecipò alla famosa corsa di fondo Wielka Pardubice, che non terminò (cadde tre volte sul percorso di gara e poi il cavallo si rifiutò di saltare). Vinse consecutivamente quattro medaglie ai Campionati polacchi di salto a ostacoli (oro nel 1935 e 1937, argento nel 1938 e bronzo nel 1934). Visitò spesso famosi allevamenti di cavalli sportivi in Francia e Inghilterra e riportò in Polonia le conoscenze acquisite lì. Essendo un artista di talento, nel 1938 pubblicò e illustrò il libro Zaprawa i nie racegow. In totale, negli anni 1919-1939 partecipò a 490 gare e corse equestri e ad altrettante corse a ostacoli, vincendone 222. Dal 1937 fino allo scoppio della seconda guerra mondiale diresse il Circolo Ippico di Łódź. Aveva 51 anni quando, nel 1939, stabilì l'ultimo record di salto in alto prebellico (198 centimetri) montando il cavallo Dyngus al concorso di Łazienki.

### Gli anni della seconda guerra mondiale
Partecipò brevemente alle operazioni belliche nel corso della campagna del settembre 1939, e dopo la capitolazione della Polonia rimase nella parte occupata dai tedeschi. Arrestato a Łódź dalla Gestapo il 18 aprile 1940, durante l'AB-Aktion (Ausserordentliche Befriedungsaktion) voluta dal gauteleier Hans Frank, fu imprigionato nel campo di transito nel distretto di Radogoszcz e poi trasferito nel campo di concentramento Dachau. A causa del suo cognome tedesco fu picchiato e insultato durante il viaggio in treno. Il 5 giugno fu trasportato nel Campo di concentramento di Gusen dove lavorò in cucina. Il compagno di prigionia Zygmunt Pilarski ricordava che egli aiutò i polacchi lì imprigionati dando loro il pane destinato ai cani da guardia. Quando fu scoperto dal comandante del campo, ricevette diversi colpi in faccia. A causa del duro lavoro svolto in condizioni difficili, iniziò a soffrire di malattie cardiache e infiammazioni ai reni, e il suo corpo cadde rapidamente in uno stato di estremo deperimento. Il 3 agosto 1940 fu liberato, probabilmente grazie all'intervento della moglie che scrisse alle autorità della Gestapo a Berlino, facendo riferimento alle sue origini tedesche. Dopo essere tornato a Łódź, fu messo sotto stretta sorveglianza. Per una settimana dovette presentarsi ogni giorno al locale ufficio della Gestapo, dove fu costretto a stare in piedi nel corridoio, di fronte al muro, per diverse ore.
La situazione finanziaria dell'ex olimpionico a quel tempo lasciava molto a desiderare. Dal 1939 si guadagnava da vivere come artista-pittore, ma incassò molti soldi. Inoltre era l'unico uomo della famiglia rimasto nel paese dopo la fine della guerra, quindi si sentiva obbligato a prendersi cura delle donne: sua moglie, sua figlia, la madre che viveva a Varsavia, la suocera e sorella. La Gestapo ne era consapevole; lo informarono di conoscere il luogo di residenza dei suoi parenti e fecero pressione su di lui e sulla moglie, con il ricatto, affinché firmassero la richiesta per iscriversi nell'elenco delle richieste per la concessione della cittadinanza tedesca. In linea con la posizione di principio del governatore del Reich nel Warthegau, Arthur Greiser, sulla questione della politica delle nazionalità, i candidati al Volksdeutsche dovevano dimostrare di essere almeno per la metà di origine tedesca anche se, in linea di principio, nessuno era costretto a iscriversi alla Volkslist. L'eccezione erano i tedeschi "al cento per cento", che erano soggetti a gravi conseguenze per il rifiuto di registrarsi, inclusa la deportazione in un campo di concentramento. Essendo lui per metà di origine tedesca per parte di padre, ampiamente noto per i suoi successi sportivi, e con il cognome assomigliante a quello generale Erwin Rommel, diventato famoso nel 1940 per le sue vittorie nella campagna di Francia, i tedeschi spinsero affinché la coppia compilasse l'apposito questionario. Alla fine, i coniugi dovendo proteggere loro e i loro cari, compilarono gli appositi questionari, e Karol Rómmel fu incluso nel terzo gruppo e sua moglie nel quarto gruppo della Volkslist. Nonostante ciò, nell'ottobre del 1940 le autorità di occupazione li trasferirono dal confortevole appartamento che avevano precedentemente occupato a un modesto appartamento composto da due stanze e una cucina, situato in ul. Łąkowa 9/10.
Dopo il 1945, visitò alcune volte il centro Stado Ogierów a Bogusławice (Voivodato di Łódź), e durante alcune di queste visite donò al centro alcuni acquerelli da lui realizzati. Visse con la moglie Maria vicino a Pruszcz Gdański. Fondò una fattoria e allevò cavalli, e fu anche allenatore presso il Club sportivo equestre popolare di Sopot.
Nella primavera del 1948 il procuratore del tribunale distrettuale di Łódź avviò una indagine contro lui e sua moglie per deroga alla nazionalità polacca durante la guerra. Anche se i testimoni interrogati sul caso testimoniarono che gli indagati erano stati costretti ad iscriversi alla Volkslist e che aiutarono i polacchi e gli ebrei perseguitati dalle autorità tedesche, il 27 dicembre 1948 la procura presentò un atto d'accusa contro di loro.
Durante l'udienza nel tribunale di Stanisław, Stella Dawidowicz confermò che nel 1943-1944 Karol Rómmel aiutò lei e suo marito, che conosceva da prima della guerra, a sopravvivere nel ghetto di Łódź. Già nel novembre 1948 aveva informato per iscritto il procuratore del tribunale distrettuale di Łódź che: obb. Rómmel periodicamente, in orari e luoghi concordati, si avvicinava al recinto che circondava il ghetto e ci lanciava pacchi con cibo, vestiti e medicinali per noi preziosi, grazie ai quali io, che allora ero gravemente malata, restavo in vita e potevo soccorrere gli altri compagni di sventura, soprattutto i bambini ebrei che morivano di fame e per mancanza dei medicinali necessari. E non è tutto. Ricordo bene come, dopo averci consegnato i pacchi, Rómmel, invece di scappare velocemente, camminava lungo i fili, ed inosservato, tirava fuori piccoli pacchi dalle tasche e li gettava dall'altra parte ai bambini ebrei che morivano di fame. Versiamo lacrime di gioia alla vista di un comportamento così eroico da parte di quest'uomo. Rómmel – un vero polacco e un vero uomo….
Le testimonianze di altri testimoni presentate alla corte dimostrarono che gli imputati aiutavano anche i polacchi coinvolti in attività cospirative e perseguitati dalle autorità tedesche. Nell'estate del 1941 nascosero nel loro appartamento l'ufficiale dell'esercito polacco Stefan Pohorecki, che poi affidarono ad alcuni amici in campagna. Inoltre per due settimane ospitarono un certo cadetto Gościcki, che Karol Rómmel condusse poi attraverso il confine verde fino al Governatorato Generale.
Con la sentenza del 21 aprile 1949, il tribunale distrettuale di Łódź assolse Karol e Maria Rómmel dall'accusa di deviazione dalla nazionalità polacca. Nel settembre dello stesso anno, la Corte Suprema respinse il ricorso in cassazione del pubblico ministero contro il verdetto.
Negli anni successivi lavorò anche come consulente di equitazione in vari film. Apparve nel 1959 in Lotna (dove interpretava un parroco) di Andrzej Wajda, nel 1960 ne I cavalieri teutonici di Aleksander Ford, nel 1961 in Tarpany e nel 1963 in Milczenie entrambi di Kazimierz Kutz. Vinse la sua ultima gara (invernale) a Zakopane all'età di 69 anni. Morì il 7 marzo 1967 a Elbląg e fu sepolto nel cimitero centrale Srebrzysko di Danzica-Wrzeszcz.

## Palmarès
| Anno | Manifestazione  | Sede      | Evento                      | Risultato |
| ---- | --------------- | --------- | --------------------------- | --------- |
| 1928 | Giochi olimpici | Amsterdam | Concorso completo a squadre | Bronzo    |

### Annotazioni
1. ↑  Discendeva da una delle più antiche famiglie nobili di origine tedesca, con proprio stemma. Il capostipite della famiglia fu il cavaliere del ramo livoniano dell'Ordine Teutonico Mateusz Henryk von Rummel, che nel 1332 giunse in Curlandia dal castello Getzingen della contea di Julich in Vestfalia. I suoi fratelli Juliusz, Wilhelm, Waldemar e Jan, erano anche loro ufficiali dell'esercito russo.
2. ↑  Tra di loro vi erano il granduca Dmitrij Pavlovič Romanov, Aleksandr Rodzjanko e Sergiusz Zahorski.

### Fonti
1. 1 2 3 4 5 6 7 8 9 10 11 12 13 14 15 16 17 18 19 20 21 22 23 24 25 26 27  Sportowcydlaniepodleglej.
2. 1 2 3 4 5 6 7 8 9 10 11 12 13 14 15 16 17 18 19  Olimpijski.
3. 1 2 3 4 5 6 7 8 9 10 11 12 13 14 15 16 17 18 19 20 21 22 23 24 25 26 27  Przystanekhistoria.
4. 1 2 3 4 5 6 7 8 9 10 11 12 13 14 15 16 17 18  Sportowefakty.
5. ↑  Dziennik Personalny z 1922 r. Nr 1, p. .